# Anna Bjerger
Anna Sofia Bjerger, född 8 mars 1973 i Skallsjö  är en svensk konstnär. 

## Biografi
Anna Bjerger utbildade sig till konstnär vid Central St. Martins School of Art and Design, London (fil.kand konstnärlig verksamhet) och Royal College of Art, London (magisterexamen dekorativ målning). 

## Konstnärskap
Bjerger har haft egna soloutställningar Chapter Gallery, Cardiff, Wales (2003), Pumphouse Gallery, London/Oriel Mwldan, Cardigan, Wales (2004), Bucket Rider Gallery, Chicago (2007), ALP Gallery, Stockholm (2008), David Risley Gallery, London (2008), Galerie Gabriel Rolt, Amsterdam (2009), Peter Bergman, Stockholm (2010), Paradise Row, London (2010), Galerie Gabriel Rolt, Amsterdam (2011), David Risley Gallery, Köpenhamn (2012), Växjö konsthall (2012), Paradise Row, London (2012), David Risley Gallery, Köpenhamn (2013), Fullersta gård, Stockholm (2013), Patriksson Communications, Stockholm (2014), Monica de Cardenas Galleria, Milano (2014), Galleri Magnus Karlsson, Stockholm (2015), Kevin Kavanagh, Dublin (2016), David Risley Gallery, Köpenhamn (2016), Kristianstads konsthall, Kristianstad (2017). 
Bjerger är representerad vid bland annat Louisiana Museum for Modern Art, Moderna Museet, Stedelijk Museum, The AkzoNobel Art Foundation, Collectie G+W Sittard, Zabludowicz Collection, Vinunic, Sveriges Radio, Gävle kommun, Växjö kommun
Bjergers målningar finns med som illustrationer i Karl Ove Knausgårds bok Om Våren.

## Priser och utmärkelser
- 2013 – Konstnärsnämnden arbetsstipendium[4]
- 2010 – VinUnics Konstpris
- 2008 – Konstnärsnämnden arbetsstipendium [5]
- 2000 – Sleipner, N.i.f.c.a. Travel Association N.i.f.c.a., Residency, Villnius, Litauen